# Kalishoek (Melsele)
Kalishoek is een gehucht in Melsele, een deelgemeente van Beveren in de Belgische provincie Oost-Vlaanderen. Kalishoek ligt zo'n kilometer ten noordoosten van de dorpskern, en is tegenwoordig met het centrum vergroeid door nieuwe woonwijken.
Het gehucht ligt bij het kruispunt van de Kalishoekstraat, Bergmolenstraat en Kloetstraat. Minder dan een kilometer ten oosten van Kalishoek ligt de lunet Halve Maan in de Defensieve Dijk, op het grondgebied van Zwijndrecht.

## Geschiedenis
Op de Ferrariskaart uit de jaren 1770 is het gehucht Cales Hoeck weergegeven. De kaart toont in het westen van het gehucht langs de weg richting het gehucht Briel een windmolen, de Bergmolen, een houten staakmolen die reeds in 1432 werd vermeld.
De Atlas der Buurtwegen uit 1841 en de Vandermaelenkaart uit het midden van de 19de eeuw tonen het gehucht Calishoek en geven ook de windmolen aan. De windmolen werd in 1910 afgebroken.
Door lintbebouwing en nieuwe woonwijken raakte het gehucht in de tweede helft van de 20ste eeuw verbonden met het dorpscentrum van Melsele.
Deelgemeenten: Bazel · Beveren · Burcht · Doel · Haasdonk · Kallo · Kieldrecht · Kruibeke · Melsele · Rupelmonde · Verrebroek · Vrasene · Zwijndrecht

Overige dorpen en gehuchten: Beestenhoek · Bloempot · De Bank · Doorn · Es · Gaverland ·  Geslecht · Groot Laar · Halve Maan · Hoogeinde · Hoogstraat · Kalishoek (Doel) · Kalishoek (Melsele) · Kemphoek · Klein Laar · Melseledijk· Mosselbank (Haasdonk) · Mosselbank (Vrasene) · Nieuwe Parochie · Ouden Doel · Oudendijk · Ponjaard · Prosperpolder · Puiput · Rapenberg · Rapenburg · Saftingen · Sint-Antoniushoek · Smoutpot · Stenen Kruis · Tijskenshoek · Vendoorn · Verrebroekse Blikken · Vijfstraten · Vliegenstal · Voshoek · Westakkers · Wilden Haan · Zillebeek · Zwaantje

Belgische gemeenten · Arrondissement Sint-Niklaas · Oost-Vlaanderen · Vlaanderen